# توکانسیپا
توکانسیپا (به اسپانیایی: Tocancipá) یک سکونتگاه مسکونی در کلمبیا است که در بخش کوندینامارکا واقع شده‌است.

## خصوصیات
توکانسیپا ۲۴٫۱۵۴ نفر جمعیت دارد.